# Ben Reeves
Ben Neil Reeves (* 19. November 1991 in Verwood, Dorset) ist ein nordirischer Fußballspieler. Der offensive Mittelfeldspieler steht zurzeit bei Plymouth Argyle unter Vertrag.

## Karriere

### Verein
Reeves spielte ab dem 1. Juli 2010 bei den Profis des FC Southampton. Zuvor spielte er für diverse Jugendauswahlen des Vereins. Ab Februar 2012 bis zum 30. Juni 2012 war an Dagenham & Redbridge ausgeliehen. Dort bestritt er jedoch nur fünf Partien. Danach kehrte er wieder zum FC Southampton zurück. Von Januar bis April 2013 war er an Southend United ausgeliehen. Im Sommer 2013 folgte der Wechsel zu Milton Keynes Dons.

### Nationalmannschaft
Sein Debüt für die nordirische Nationalmannschaft gab Reeves am 14. Oktober 2014 beim 2:0-Sieg gegen Griechenland in der Qualifikation für die Fußball-Europameisterschaft 2016. 